# Tomeurus
 Tomeurus és un gènere de peixos de la família dels pecílids i de l'ordre dels ciprinodontiformes.

## Taxonomia
- Tomeurus gracilis (Eigenmann, 1909)[1][2][3][4]